# Пелевин, Александр Александрович (актёр)
Александр Александрович Пелевин (8 мая 1914 — 2 июля 1970) — советский актёр театра и кино, заслуженный артист РСФСР (1948).

## Биография
Александр Пелевин родился 25 апреля (8 мая) 1914 года.
С 1933 года был актёром труппы Московского ТРАМа. Лучшие роли сыграны Александром Пелевиным в спектаклях Анатолия Эфроса. Высочайше оценены театральными критиками его роли в спектаклях «Мольер» Булгакова (Мольер), «Снимается кино» Эдварда Радзинского (Кирилл Владимирович), «Чайка» А. П. Чехова (Дорн).
Выступал также и как театральный режиссёр поставив в 1955 году вместе с Софьей Гиацинтовой «Вишнёвый сад» Чехова и «Парень из нашего города» Симонова.
Умер Александр Пелевин на 57-м году жизни 2 июля 1970 года. Похоронен на Востряковском кладбище.

## Признание и награды
- Заслуженный артист РСФСР (1948).

## Творчество

### Роли в театре

#### Московский драматический театр имени Ленинского комсомола
- 1940 — «Зыковы» М. Горького — капитан Хеверн
- 1945 — «Семья Ферелли теряет покой» Л. Хеллман — Дэвид
- 1946 — «За тех, кто в море!» Б. Лавренёва — Клобуков
- 1947 — «Русский вопрос» К. Симонова — Гарри Смит
- 1948 — «Наш общий друг» Ч. Диккенса — мистер Фледжби
- «Круглый стол с острыми углами» С. В. Михалкова и А. М. Нечаева — Аркадьев
- 1965 — «Снимается кино» Э. С. Радзинского. Постановка А. В. Эфроса — Кирилл Владимирович
- 1966 — «Мольер» по пьесе М. А. Булгакова «Кабала святош». Постановка А. В. Эфроса — Мольер
- 1966 — «Чайка» А. П. Чехова. Постановка А. В. Эфроса — Дорн

### Фильмография
- 1938 — Честь — Девяткин
- 1939 — Поднятая целина — Тимофей Рваный
- 1940 — Суворов — полковник Тур
- 1948 — Мичурин — первый учёный
- 1950 — Секретная миссия — Шелленберг
- 1953 — Серебристая пыль — Джо Твист
- 1954 — Море студёное — Вернизобер
- 1956 — Убийство на улице Данте — Жак
- 1956 — Разные судьбы — секретарь парткома цеха Петрунин
- 1957 — Екатерина Воронина — начальник порта Елисеев
- 1957 — Семья Ульяновых — полковник
- 1959 — Утренний рейс — Никос
- 1960 — Бессонная ночь — Кошкин
- 1961 — Девять дней одного года — физик, просвещающий даму насчет дейтерия
- 1963 — Человек, который сомневается — прохожий
- 1967 — Татьянин день — издатель
- 1969 — Трое — следователь